# مات مبكرا جدا (أغنية فردية)
تعديل مصدري - تعديل  
مات مبكرا جدا، (بالإنجليزية:  Gone Too Soon)‏، هي أغنية شعورية، سجلت ونشرت بواسطة المغني الأمريكي مايكل جاكسون. كتبت ولحنت بواسطة لاري جروسمان.
أول من أدى هذه الأغنية هي ديون وارويك عام 1983، كهداية وتكريس لجانيس جوبلين وكارين كاربنتير.
إصدار الأغنية الخاص بجاكسون، كان إهداء إحياء لذكرى صديق جاكسون راين وايت، وهو مراهق من كومو، إنديانا، الذي أحضر إلى الرعاية الوطنية، بعد طرده من مدرسته نتيجه لإصابته بالإيدز.
هذا الإصدار تم إانتاجه بواسطة مايكل جاكسون، وشارك في الإنتاج بروس سويدين، لتصبح أغنية من ضمن أغاني ألبوم جاكسون الثامن دينجرس (1991). وتم عمل خلط موسيقي للأغنية بواسطة «سويدين» ومقطوعة موسيقية مميزة بواسطة فنانين عديدين مثل «دافيد بايتش» و «ستيف بوركارو» و «مايكل بوديكير» و «إبراهيم لابورييل» و «بولينهو دا كوستا».
تم إصدار الأغنية في 1 من ديسمبر عام 1993 كتاسع وأخر أغنية منفردة من ألبوم دانجورس.
و نتيجة لإصدار الأغنية في يوم الإيدز العالمي من عام 1993، أصبحت أغنية «مات مبكرا جدا»، محققة نجاح معقول في مبيعات البوب الإسبوعية في بلدان كثيرة منها: فرنسا وألمانيا وهولندا ونيوزلندا وسويسرا والمملكة المتحدة. وتم إصدار الأغنية في الولايات المتحدة، كشريط تسجيل.
ارتقت أغنية «مات مبكرا جدا» مع مقطع فيديو كليب موسيقي تم إخراجه بواسطة «بيل ديسيكو»، الذي عرض لقطة «جاكسون» و «وايت» معا.. وأعيد أداء الأغنية بواسطة «جاكسون» على الهواء في حفل بيل كلينتون الافتتاحية كمنصة ترويجية وخدمة للأغنية وكتمويل خاص بالإيدز.
نالت الأغنية اهتمام وإستعراض كثير بعد إستخدامها كهدية لديانا أميرة ويلز ومن «جاكسون» نفسه.